# Karl Weber (Mediziner)
Karl Weber (* 10. August 1942 in Wangen im Allgäu) ist ein deutscher Sportmediziner, Sportwissenschaftler und -funktionär. 1999 war er Präsident des Deutschen Tennis Bundes.

## Leben
Weber absolvierte zunächst ein Studium der Sportwissenschaften in Köln, das er 1966 als Diplom-Sportlehrer abschloss. Ein anschließendes Medizinstudium beendete er 1974.
1986 wurde Weber zum Professor am  Institut für Bewegungs- und Neurowissenschaft der Deutschen Sporthochschule Köln ernannt. Von 1991 bis 1995 war er Prorektor der Hochschule. Inzwischen ist er emeritiert.
Weber, seit seinem elften Lebensjahr ein aktiver Tennisspieler, war für den Deutschen Tennis Bund von 1989 bis 1997 als Referent für Sportwissenschaften und Mitglied des Prüfungsausschusses für A-Trainer tätig. 1999 war er für ein Jahr dessen Präsident.

## Veröffentlichungen (Auswahl)
- Tennis-Fitness: Gesundheit, Training, Sportmedizin. BLV-Verlagsgesellschaft, München/Wien/Zürich 1982.
- Der Tennissport aus internistisch-sportmedizinischer Sicht. Verlag Hans Richarz, Sankt Augustin 1987.